# Conolophus marthae
L'iguana rosa (Conolophus marthae Gentile & Snell, 2009) è un rettile della famiglia Iguanidae endemico delle isole Galápagos.

## Descrizione
Di colore rosa intenso con striature nere lungo il dorso e il ventre, è lunga tra i 100 e i 120 centimetri, per un peso di circa 10 kg. Il tipico colorito è dovuto alla semitrasparenza delle scaglie che lasciano intravedere il sangue nei capillari. Altri segni caratteristici dell'iguana rosa sono l'appiattimento delle scaglie piramidali alla base della testa, la presenza di una prominente cresta nucale adiposa dalle piccole squame coniche e l'head-bob (oscillazione verticale del capo comune a tutti gli iguanidi ma che varia da specie a specie, usato per intimidire o prima dell'accoppiamento) più lungo e complesso di quello dell'iguana di terra. Il maschio e la femmina di iguana rosa hanno lo stesso aspetto.

## Distribuzione e habitat
L'iguana rosa vive esclusivamente sul versante settentrionale del vulcano Wolf dell'isola Isabela, la più grande isola delle Galápagos. Il suo DNA mitocondriale testimonia che la specie si è originata all'incirca 5,7 milioni di anni fa, prima della formazione dell'attuale arcipelago. Si pensa quindi che sia originaria delle isole che componevano il nucleo originario delle Galápagos, situato ad est delle isole attuali, ormai completamente eroso.

## Scoperta
I primi quattro esemplari furono avvistati nel 1986 da alcuni naturalisti e guardiaparco del Parque Nacional Galápagos durante una spedizione sul vulcano Wolf. Altri quattro esemplari vennero avvistati anni più tardi, nel 1999, ma si pensò sempre alla manifestazione fenotipica di un allele recessivo dell'iguana di terra, l'unica altra varietà di iguana presente su Isabela. Nel 2005, durante una spedizione dell'Università di Tor Vergata coordinata da Gabriele Gentile, vennero prelevati campioni di sangue da quattro esemplari di Conolophus marthae (gli unici avvistati quell'anno) allo scopo di chiarirne la natura; i risultati furono sorprendenti: gli esami mostrarono che il DNA mitocondriale dell'iguana rosa era diverso per il 7% rispetto a quello di Conolophus subcristatus e di Conolophus pallidus mentre queste ultime si differivano solo per il 2%. La separazione tra Conolophus marthae e l'antenato comune del subcristatus e del pallidus deve essersi verificata circa 5,7 milioni di anni fa. Gli esami vennero rifatti anche l'anno seguente con campioni provenienti da 32 esemplari diversi e diedero gli stessi risultati. Nel 2009 fu pubblicato sulla rivista Zootaxa un saggio che per la prima volta definiva Conolophus marthae come una specie a sé stante. Il nome marthae è stato scelto da Gentile in onore alla figlia morta il 20 agosto 2003 prima del parto che avrebbe dovuto chiamarsi appunto Martha. Caso più unico che raro, insieme al saggio vennero pubblicati anche i commenti di due biologi che si schierarono uno a favore e uno contro del metodo usato da Gentile. È consuetudine infatti, quando si definisce una nuova specie, conservare l'olotipo in un museo. Data la scarsità della popolazione si è però preferito impiantare un microchip e lasciare l'olotipo nel suo habitat per poi prelevarlo quando non è più in grado di riprodursi. Nonostante per l'International code of zoologic nomenclature non sia obbligatorio tenere l'olotipo in un museo (né, secondo alcune letture, creare un olotipo) è prassi tra i biologi tenerlo in un luogo dove possa essere esaminato facilmente (un museo, appunto), per questo motivo sono nate controversie sull'accettabilità del saggio pubblicato su Zootaxa.

## Rischio estinzione
Nonostante sia riconosciuta da pochi anni come specie, Conolophus marthae corre già il rischio di estinguersi a causa della scarsità della popolazione, molto al di sotto dei 200 esemplari. È infatti una specie a strategia K, quindi subisce particolarmente l'attacco dei predatori la cui popolazione è andata costantemente aumentando dagli anni ' 70 ad oggi, quando vennero introdotti alcuni gatti che, insieme alle preesistenti poiane, si misero a cacciare le iguane riducendone drasticamente la popolazione. Anche le capre, importate dai marinai sin dall'inizio del XX secolo, entrando in competizione con le iguane per il cibo, arrecano un grande danno alle popolazioni autoctone. Nonostante siano state condotte varie campagne per lo sterminio delle specie importate, nessuna ha avuto finora successo.  Ad aggravare la situazione di per sé già critica è la mancanza di avvistamenti di piccoli di iguana rosa, nonostante le ripetute ricerche. Vi sono inoltre due maschi per ogni femmina, cosa che abbassa ancor di più la popolazione reale. Per tutte queste caratteristiche, rispondono ai criteri C e B stabiliti dalla IUCN per l'inserimento nella Lista Rossa.